# Estnische Luftstreitkräfte
Die estnischen Luftstreitkräfte (estnisch Eesti Õhuvägi) sind ein nur etwa 500 Mann starker Verband der estnischen Streitkräfte. Wichtigster Stützpunkt ist der Flughafen Ämari.

## Geschichte

### 1918 bis 1945
Die Wurzeln der derzeitigen Organisation reichen bis zum 21. November 1918, als der Kommandeur des technischen Bataillons Voldemar Victor Rieberg August Roos mit der Bildung der fliegerischen Komponente beauftragte. Der Estnische Freiheitskrieg gab große Impulse für die Entwicklung der jungen estnischen Luftwaffe.
Nach der russischen Revolution im Februar 1917 gewann der estnische Staat einen Grad an Autonomie innerhalb Russlands, welcher auch die Bildung von nationalen Streitkräften beinhaltete. So kam es, dass viele Esten in der russischen Armee in die Heimat aufbrachen, um dort in die estnischen Streitkräfte einzutreten. Die estnische Unabhängigkeitserklärung im Jahr 1918 wurde durch Deutschland nicht anerkannt, welches im Verlaufe des Jahres in das Land einmarschierte und es besetzte. Die estnischen Streitkräfte wurden aufgelöst. Deutschland ergab sich am Ende des Ersten Weltkrieges am 11. November 1918 und die provisorische Regierung Estlands ging sofort die Aufstellung einer militärischen fliegerischen Einheit an. Die fliegerische Kompanie des technischen Bataillons begann die Errichtung von Militärflugplätzen nahe Tallinn. Am 19. Januar 1919 wurde das erste einsatzbereite Flugzeug in Dienst gestellt – eine erbeutete sowjetische Farman F.30, denen erbeutete deutsche und russische Typen folgten. Im weiteren Verlauf des Jahres kamen dann noch britische Avro 504, Short 185 und Airco DH.9 hinzu.
In der Zwischenzeit hatte die sowjetische Rote Armee am 22. November 1918 Estland angegriffen und den Großteil des Landes besetzt. Die neu aufgestellte estnische Armee schaffte es im Januar 1919, mit ausländischer Unterstützung, einen Gegenangriff zu starten und begann das Land im späten Februar zu befreien. Anschließend befreite die Armee Lettland. Die fliegerische Kompanie flog eine limitierte Anzahl von Einsätzen, um die Armee zu unterstützen. Dem Friedensvertrag mit Sowjetrussland im Februar folgend, wurde die estnische Armee demobilisiert, jedoch wurde die fliegerische Kompanie erhalten. Mit der Lieferung von mehr Flugzeugen wurde sie als fliegerisches Regiment (Lennuväe rügement) neu organisiert, bestehend aus einem Geschwader für Landflugzeuge, einem Wasserflugzeuggeschwader, Flugschulen und Werkstätten. Weitere Basen und Wasserflugzeugstationen wurden gebaut.
Manche Piloten des Regiments waren in einem pro-sowjetischen Staatsstreichversuch am 1. Dezember 1924 involviert, aber dieser wurde innerhalb von Stunden zerschlagen. Ab 1925 wurden die Flugzeuge der Ära des Ersten Weltkrieges schrittweise durch modernere Typen ersetzt und eine Reorganisation der Luftstreitkräfte mit einer Unterteilung in drei Divisionen mit Stationierungen in Rakvere, Tartu und Lasnamäe durchgeführt. 1928 wurden sie zur Luftverteidigung (Õhukaitse), welche auch über Flugabwehrgeschütze verfügte, zusammengefasst. In ihrer bedeutendsten Zeit, den 1930er-Jahren, verfügten die estnischen Luftstreitkräfte über 130 Flugzeuge. Die veralteten DH.9 wurden ab 1933 durch tschechische Letov Š-228 ersetzt. Pläne zum Erwerb von zwölf Spitfires und acht Lysanders von Großbritannien wurden vereitelt, als der Ausbruch des Zweiten Weltkrieges Großbritannien zum Annullieren aller Ausfuhraufträge zwang. Auch die Verhandlungen über die Lieferung polnischer PZL P.24 scheiterten solchermaßen. Einzig von Deutschland konnten anstelle der Lysander im Mai 1940 fünf Henschel Hs 126 erworben werden.
Am 17. Juni 1940 drangen sowjetische Truppen in die drei baltischen Staaten ein. Wahlen nach sowjetischer Art wurden organisiert und das daraus resultierende kommunistische Parlament setzte sich für eine Mitgliedschaft innerhalb der Sowjetunion ein. Diesem Gesuch wurde am 6. August 1940 stattgegeben. Während der Invasion im Juni 1940 wurde die Luftverteidigung nicht tätig und daher verblieben die vorhandenen Jagdflugzeuge Bristol Bulldog sowie die Bomben- und Aufklärungsflugzeuge der Typen Hawker Hart, Hs 126, Š-228 und Avro Anson verschlossen in ihren Hangars. Die Luftwaffe wurde im Sommer 1940 zur 22. Korpsfliegerstaffel (KAE) umgebildet und dem 22. territorialen Schützenkorps der Sowjetarmee angegliedert. Sie war mit den verbliebenen Hawker Hart und Hs 126 ausgestattet; alle anderen estnischen Flugzeuge waren von der Sowjetunion übernommen worden.
Nach dem Überfall auf die Sowjetunion und der anschließenden Besetzung des Baltikums 1941 durch die deutsche Wehrmacht sollte sich die KAE mit ihren Flugzeugen in rückwärtiges Gebiet zurückziehen, doch verweigerten viele Piloten, die die deutschen Soldaten als Befreier ansahen, den Befehl und desertierten. Im Rahmen der deutschen Luftwaffe entstand aus estnischen Freiwilligen die Sonderstaffel Buschmann, die mit übrig gebliebenen Flugzeugen verschiedener Herkunft Aufklärungsflüge über dem finnischen Meerbusen durchführten. Daraus entstand im Juli 1942 die 15. Staffel der Aufklärungsgruppe 127 (See). Weitere Staffeln wurden aufgestellt, die im Frühjahr 1943 in der Aufkl.Gr.127 (See) zusammengefasst wurden und aus der wiederum weitere aus estnischen Angehörigen bestehende Einheiten gebildet wurden, die bis zur Einnahme des baltischen Territoriums im September 1944 durch sowjetische Truppen gegen die Rote Armee kämpften. Viele Besatzungen setzten sich danach in das neutrale Schweden ab, was im Oktober die Auflösung der estnischen Fliegerverbände, die Jagdstaffeln ausgenommen, durch das Oberkommando der Wehrmacht zur Folge hatte.

### Wiederaufbau nach 1991
Die estnischen Luftstreitkräfte wurden nach der 1991 wiedererlangten Unabhängigkeit der Republik Estland am 15. Dezember 1991 neu aufgestellt, nachdem sie während der deutschen und sowjetischen Besatzung nicht existiert hatten. Bis heute verfügen sie lediglich über Trainings- und Transportluftfahrzeuge – die Sicherung des staatlichen Luftraums wird von anderen NATO-Mitgliedern im Rahmen des Air Policing Baltikum übernommen.
Seit 1994 ist die Õhuvägi damit beschäftigt, die zerstörte militärische Infrastruktur, welche von der russischen Armee hinterlassen wurde, wiederaufzubauen. Die meisten Geldmittel wurden dabei in den Militärflugplatz Ämari investiert. Das Ziel dieses Fliegerhorsts ist die Kooperation mit der NATO und Luftstreitkräften anderer Partnernationen sowie die Versorgung mit standardisierten Dienstleistungen, welche für den Host Nation Support notwendig sind.

#### Kommandeure
| Nr. | Dienstgrad und Name                 | Beginn             | Ende               |
| --- | ----------------------------------- | ------------------ | ------------------ |
| 1   | Kolonel Vello Loemaa                | 7. Februar 1994    | 1. Januar 1996     |
| -   | Kolonel Teo Krüüner (kommissarisch) | 1. Januar 1996     | 17. Februar 1997   |
| (1) | Kolonel Vello Loemaa                | 17. Februar 1997   | 20. Februar 1998   |
| 2   | Kolonel Teo Krüüner                 | 20. Februar 1998   | 25. August 1999    |
| -   | Kolonel Valeri Saar (kommissarisch) | 25. August 1999    | 5. Februar 2000    |
| (2) | Kindralmajor Teo Krüüner            | 5. Februar 2000    | 23. Juli 2004      |
| -   | Kapten Mart Vendla (kommissarisch)  | 24. Juli 2004      | 2. Mai 2005        |
| -   | Kolonel Valeri Saar (kommissarisch) | 3. Mai 2005        | 20. August 2006    |
| -   | Major Rauno Sirk (kommissarisch)    | 21. August 2006    | 12. März 2007      |
| 3   | Brigaadikindral Valeri Saar         | 13. März 2007      | 15. August 2012    |
| 4   | Kolonel Jaak Tarien                 | 15. August 2012    | 20. Juli 2018      |
| 5   | Kolonel Riivo Valge                 | 20. Juli 2018      | 16. Juli 2019      |
| 6   | Brigaadikindral Rauno Sirk          | 16. Juli 2019      | 20. Juli 2022      |
| 7   | Brigaadikindral Toomas Susi         | 20. Juli 2022      | 18. Juni 2025      |
| 8   | Brigaadikindral Riivo Valge         | seit 18. Juni 2025 | seit 18. Juni 2025 |

## Aufgaben und Organisation

### Aufgaben
Eines der Hauptziele der Luftstreitkräfte ist der Aufbau eines Luftraumüberwachungssystems, das der Grundstein der Sicherheit des Flugverkehrs und der Luftraumsicherung sein wird. Die zweite Priorität ist die Ausdehnung des Host Nation Supports zur Unterstützung der NATO-Luftverteidigung im Rahmen des Air Policing Baltikum. Ein wichtiger Meilenstein wird der Ausbau des Luftraumüberwachungssystems auf das Niveau sein, welches enge Kooperation mit dem integrierten NATO-Luftverteidigungssystem ermöglicht. Die Aufgabe der Amari Air Base ist sowohl die Zusammenarbeit mit Luftstreitkräften der NATO und deren Partner-Nationen als auch die Versorgung ebendieser mit einem standardisierten Flugplatz- und Flugzeug-Service.

### Organisationsstruktur

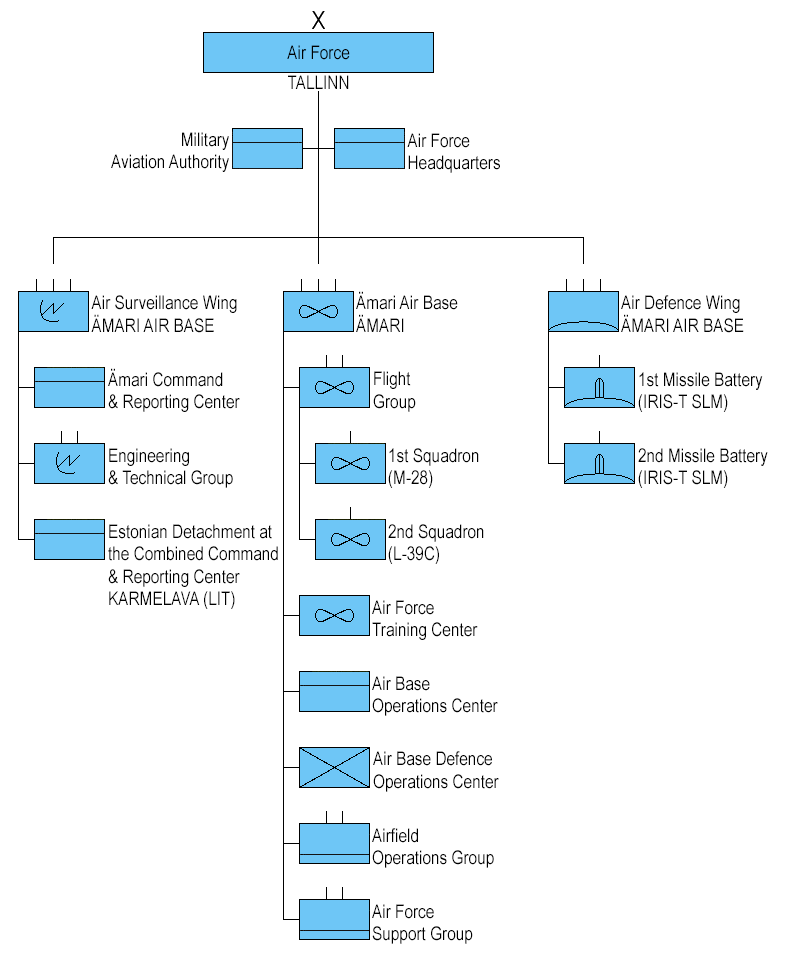
Organisationsstruktur der estnischen Luftwaffe (bis 2023)

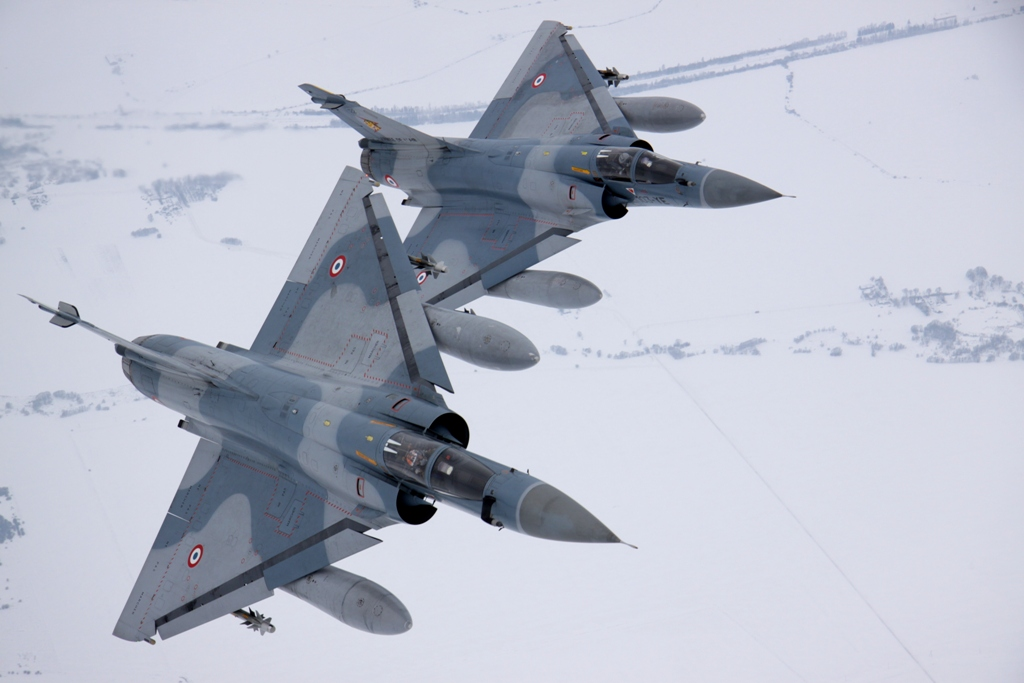
Französische Mirage 2000 bei der Überwachung des baltischen Luftraums

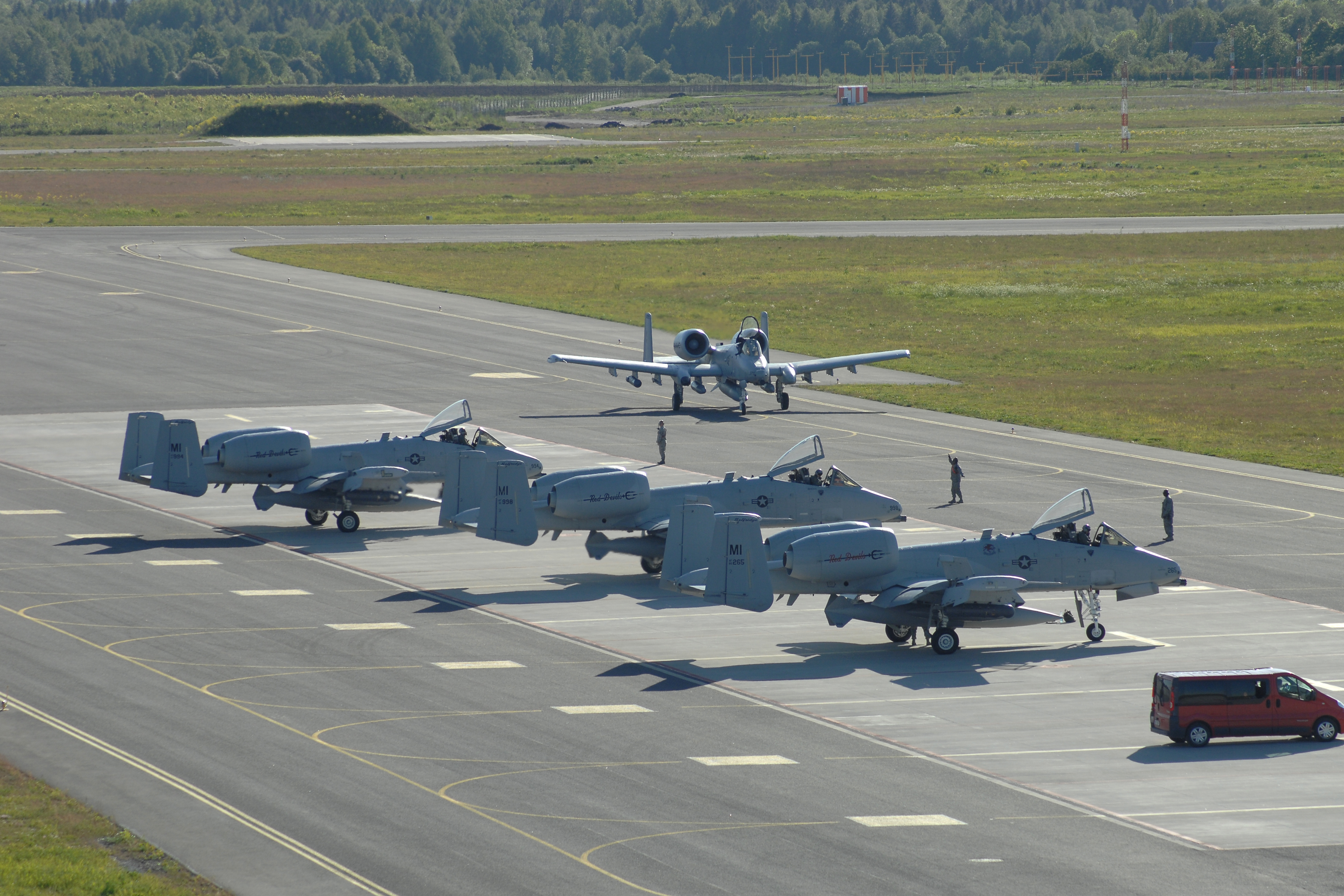
US-Kampfflugzeuge A-10 auf dem Luftwaffenstützpunkt Ämari in Estland

#### Stab und Hauptquartier der Luftwaffe
Der Õhuväe Staap ist das höchste Kommandogremium der estnischen Luftstreitkräfte und repräsentiert die militärische Führungsstruktur, welche die Einsatzbereitschaft der militärisch untergeordneten Strukturen erreichen, aufrechterhalten und steigern soll, damit diese in der Lage sind, unter autorisierten Befehlen operieren zu können.

#### Luftraumüberwachungsgeschwader
Die Hauptaufgabe der Õhuseiredivisjon besteht in der Sammlung und Aufbereitung von Informationen, welche durch regionale Radar-Luftraumüberwachungssysteme, Abfangjäger-Patrouillen und anderen Luftraumüberwachungssensoren gewonnen werden.
Dazu hat die Einheit das nationale Luftraumüberwachungssystem auf ein Niveau ausgebaut, welches die Entdeckung und Identifikation aller fliegenden Objekte im estnischen Luftraum mit maximaler Wahrscheinlichkeit und die Informationsübermittlung über deren Standort und Bewegung mit hinreichendem Grad an Genauigkeit rund um die Uhr erlaubt. Dazu wurden neben den zuvor bereits vorhandenen Einrichtungen in Ämari und bei Kellavere zuletzt zwei weitere Überwachungsanlagen (auf Muhu und bei Otepää) aufgebaut.

#### Flugabwehrgeschwader
Die Õhukaitsedivisjon wurde 2023 als bislang jüngste Einheit der Luftstreitkräfte aufgestellt. Die Aufgabe des Geschwaders ist die bodengebundene Flugabwehr, wozu sie mit IRIS-T SLM ausgerüstet wird.

#### Luftwaffenstützpunkte und Flugplätze
Obwohl die estnischen Luftstreitkräfte nach der Wiederherstellung der Unabhängigkeit im Jahr 1991 eine große Anzahl sowjetischer Flugplätze übernahmen, wurden die meisten davon in den frühen 90er Jahren aufgrund fehlenden Bedarfs aufgelöst. Die Armee betreibt derzeit nur den Stützpunkt in Ämari (Lennubaas Ämari). Als Ausweichmöglichkeiten werden die Zivilflughäfen in Tallinn und Pärnu genutzt.
Luftwaffenstützpunkt Ämari
Nach Übergabe des ehemals russischen Militärflugplatzes Ämari im Jahr 1994, begann Estland diesen für seine eigenen Luftstreitkräfte zu nutzen. In den folgenden Jahren wurde die Basis nach und nach saniert. So erfolgte 2010 beispielsweise die Eröffnung des innerhalb von drei Jahren instandgesetzten Flugfeldes. Die von der NATO finanziell unterstützten Um- und Neubaumaßnahmen waren damit aber noch nicht abgeschlossen. Die vollständige Einsatzfähigkeit des Stützpunktes sollte Anfang des Jahres 2015 erreicht werden. Aufgrund der Krise in der Ukraine, wurde allerdings schon im April 2014, im Rahmen der Air Policing Baltikum, erstmals ein Kontingent von vier dänische Maschinen in Ämari stationiert und eine 24/7-Bereitschaft der Basis hergestellt.
Daneben waren und sind bereits seit längerer Zeit folgende estnischen Einheiten in Ämari stationiert:
- Allzweckhubschrauber-Geschwader
- leichtes Transportflugzeug-Geschwader

Flughafen Tallinn und Flughafen Pärnu
- Ausweichstandorte

### Dienstgradabzeichen
|            | Generäle | Generäle        | Generäle     | Generäle        | Stabsoffiziere | Stabsoffiziere  | Stabsoffiziere | Offiziere                | Offiziere    | Offiziere      | Offiziere             |
| ---------- | -------- | --------------- | ------------ | --------------- | -------------- | --------------- | -------------- | ------------------------ | ------------ | -------------- | --------------------- |
|            |          |                 |              |                 |                |                 |                |                          |              |                |                       |
| Auastmed   | Kindral  | Kindralleitnant | Kindralmajor | Brigaadikindral | Kolonel        | Kolonelleitnant | Major          | Kapten                   | Leitnant     | Nooremleitnant | Lipnik                |
| Dienstgrad | General  | Generalleutnant | Generalmajor | Brigadegeneral  | Oberst         | Oberstleutnant  | Major          | Stabshauptmann Hauptmann | Oberleutnant | Leutnant       | Oberfähnrich Fähnrich |

|            | Unteroffiziere m.P. | Unteroffiziere m.P. | Unteroffiziere m.P. | Unteroffiziere m.P. | Unteroffiziere m.P. | Unteroffiziere o.P. | Unteroffiziere o.P.              | Unteroffiziere o.P. | Mannschaften                      | Mannschaften |
| ---------- | ------------------- | ------------------- | ------------------- | ------------------- | ------------------- | ------------------- | -------------------------------- | ------------------- | --------------------------------- | ------------ |
|            |                     |                     |                     |                     |                     |                     |                                  |                     |                                   |              |
| Auastmed   | Ülemveebel          | Staabiveebel        | Vanemveebel         | Veebel              | Nooremveebel        | Vanemseersant       | Seersant                         | Nooremseersant      | Kapral                            | Reamees      |
| Dienstgrad | Oberstabsfeldwebel  | Stabsfeldwebel      | Hauptfeldwebel      | Oberfeldwebel       | Feldwebel           | Stabsunteroffizier  | Stabsunteroffizier Unteroffizier | Unteroffizier       | Oberstabsgefreiter Stabsgefreiter | Soldat       |

## Ausrüstung

### Fluggerät

#### Aktuelles Fluggerät
Die estnischen Luftstreitkräfte sind seit dem Abzug der letzten russischen Armeeeinheiten im Jahr 1994 damit beschäftigt, die zerstörte militärische Infrastruktur aufzubauen. Die meisten Geldmittel wurden gezielt zum Umbau des Flugplatzes Ämari verwendet. Aufgrund des Mangels einer modernen militärischen Luftfahrt-Infrastruktur dauert der Ausbau der estnischen Luftstreitkräfte an. Dies zeigt sich auch in deren Ausrüstung. Beispielsweise werden die Aero L-39 Albatros nur zu repräsentativen Zwecken bei Staatsempfängen oder Paraden (z. B. zum Jahrestag des Sieges in der Schlacht von Wenden) genutzt.
Von den estnischen Luftstreitkräften wurden Ende 2022 folgende Luftfahrzeuge eingesetzt:
| Luftfahrzeuge | Foto | Herkunft                  | Verwendung                                                | Version        | Aktiv | Bestellt | Anmerkungen                                                                  |
| ------------- | ---- | ------------------------- | --------------------------------------------------------- | -------------- | ----- | -------- | ---------------------------------------------------------------------------- |
| PZL M28       |      | Polen/ Vereinigte Staaten | Leichtes Transportflugzeug, Aufklärungsflugzeug (geplant) | C-145          | 2     |          | ersetzen zuvor genutzte An-2, erste Maschine im März 2019 in Dienst gestellt |
| Aero L-39     |      | Tschechoslowakei          | Trainingsflugzeug                                         | L-39C          | 1     |          | geleast                                                                      |
| Robinson R44  |      | Vereinigte Staaten        | Leichter Mehrzweckhubschrauber                            | Raven/ Clipper | 3     |          | ursprünglich vier, die 2021 außer Dienst gestellt werden sollten             |

Im Rahmen des Strategic-Airlift-Capability-Programms werden von Estland und den anderen Teilnehmerstaaten drei C-17 Globemaster III betrieben, die für den militärischen strategischen Lufttransport genutzt werden können.

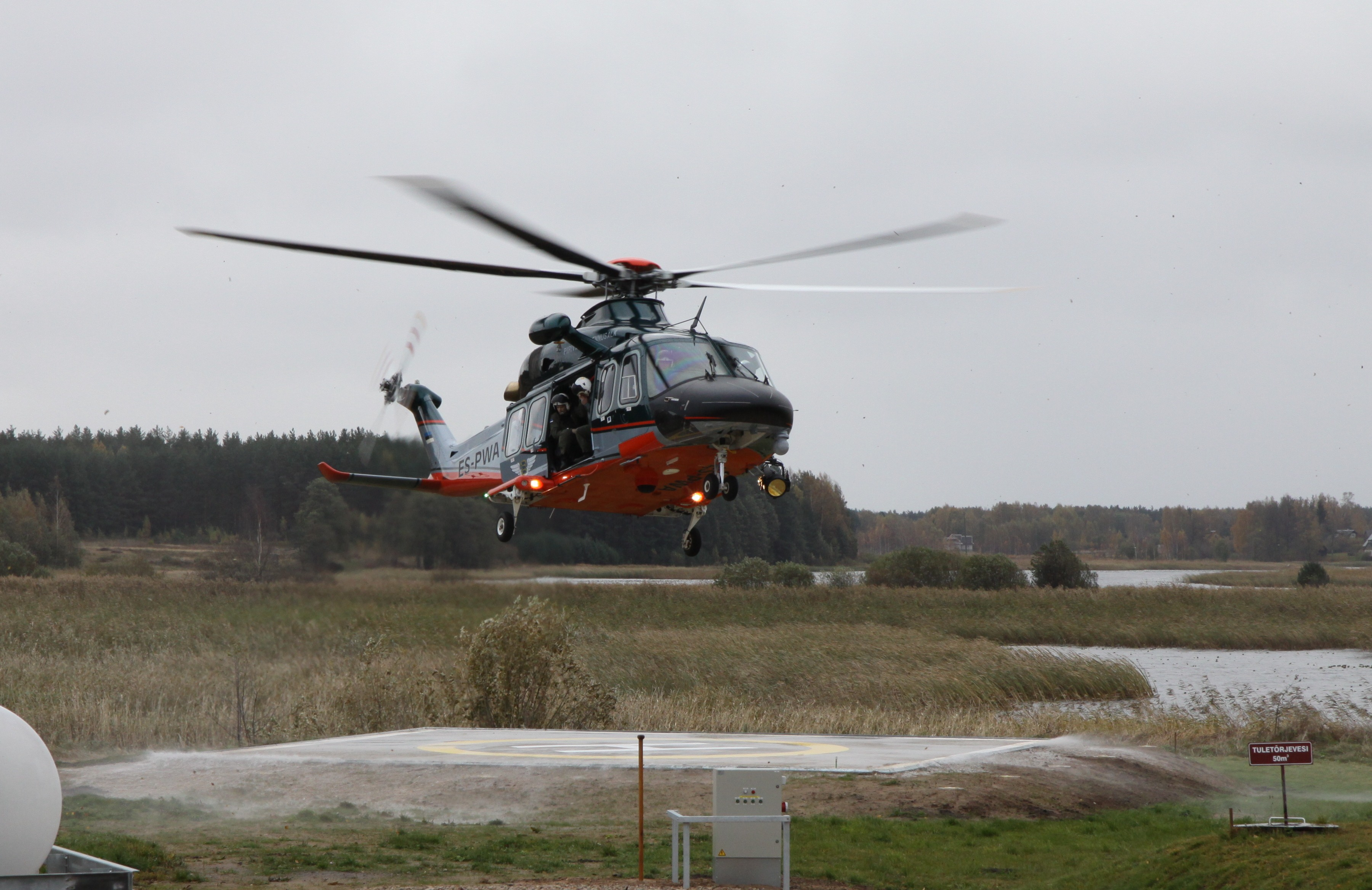
AW139 des Grenzschutzes

Es besteht eine enge Zusammenarbeit zwischen den estnischen Streitkräften und dem Fliegerkorps des estnischen Grenzschutzes. Vor allem die erworbenen Hubschrauber vom Typ AW 139 werden oft zu Ausbildungszwecken wie Boarding oder Fast Roping verwendet.
| Flugzeug       | Herkunft | Typ                             | Version | Anzahl |
| -------------- | -------- | ------------------------------- | ------- | ------ |
| AgustaWestland | Italien  | Mittlerer Mehrzweckhubschrauber | AW139   | 3      |

#### Historisches Fluggerät
- PZL-104
- Mil Mi-2
- Mil Mi-8
- Antonow An-2

### Radar
- Vera-E passives Radarsystem

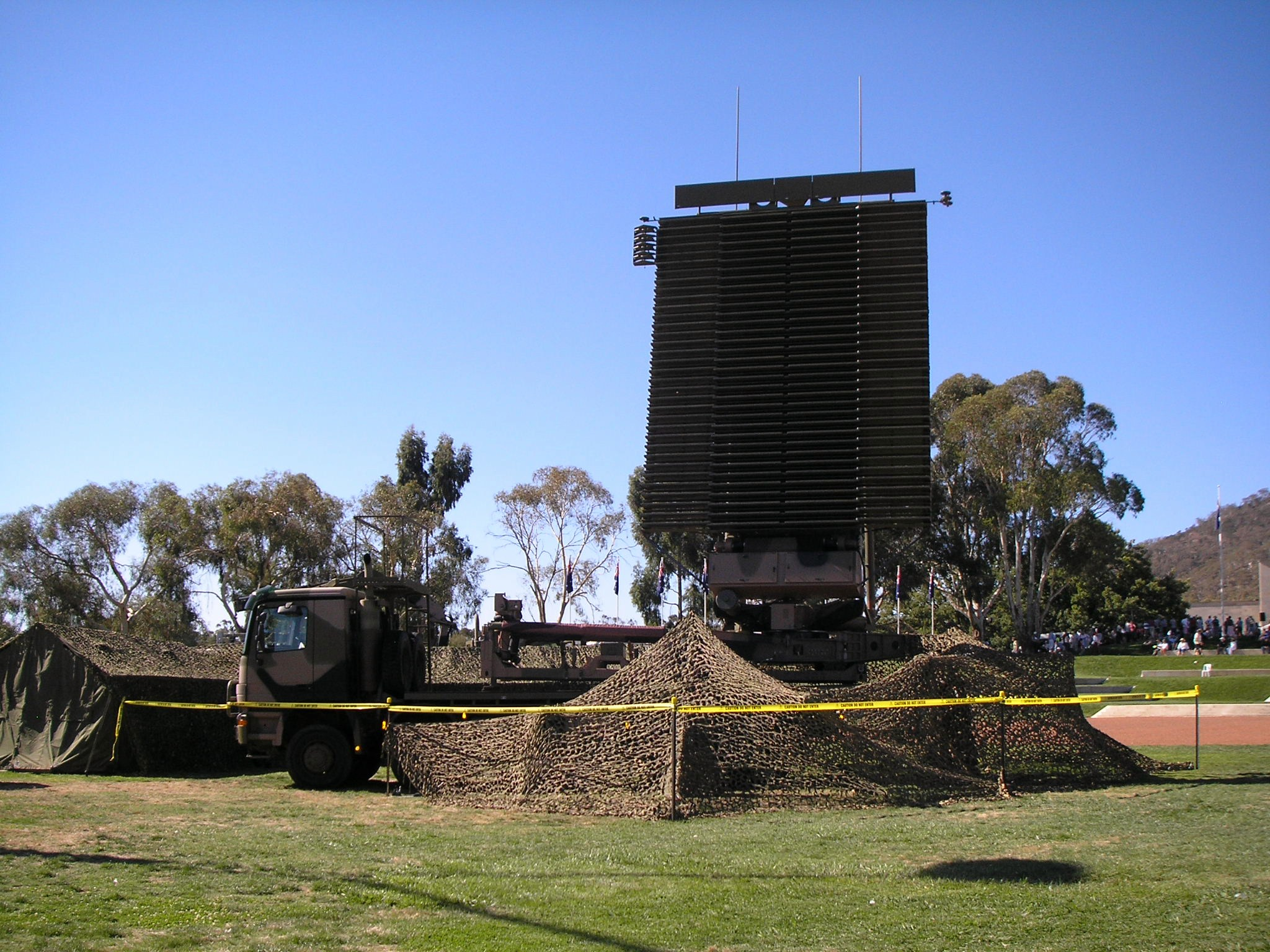
Radar TPS-177 als mobile Einheit

- Giraffe AMB Luftraumaufklärungsgerät (Reichweite ca. 100 km). In Estland sind 5 Systeme im Einsatz beim Flugabwehrbataillon (Õhutõrjepataljon) des Heeres
- TPS-117 ein 3-dimensionales Luftsuchradar (Reichweite ca. 450 km) bei Kellavere in der Gemeinde Laekvere fest installiert und zwei weitere als mobile Einheiten
- zwei Ground Master 403 Luftabwehrradarsysteme (Reichweite ca. 470 km) fest installiert auf der Insel Muhu und bei Otepää, die aber auch mobil eingesetzt werden können, auf Fahrzeugen Sisu E13TP 8x8[11][4]
- ein transportables Präzisionsanflugradar GCA-2020 der Firma Exelis Inc. aus den USA für über 8 Mio. USD auf dem Luftwaffenstützpunkt Ämari[12][13]

### Landfahrzeuge
| Fahrzeug   | Herkunft    | Typ          | Version          | Anzahl |
| ---------- | ----------- | ------------ | ---------------- | ------ |
| Sisu       | Finnland    | LKW          | Sisu E13TP 8x8   | 2      |
| Sisu       | Finnland    | LKW          | SISU A2045 4x4   |        |
| Linde      | Deutschland | Gabelstapler | E 35             |        |
| CAT        | Deutschland | Radlader     | M Serie          |        |
| Rosenbauer | Österreich  | Feuerwehr    | Panther 6×6 CA-5 | 2      |

### Modernisierung
Laut dem Long-Term Defence Development Plan der estnischen Regierung für die Jahre 2009–2018 wurde die Luftwaffe einem Modernisierungsprozess unterzogen. Gemäß der Planung sollte die Luftwaffe Ressourcen zur taktischen Luftraumüberwachung sowie zum Lufttransport durch Hubschrauber erhalten. Es konnten noch nicht alle Ausbauprioritäten realisiert werden, allerdings wurden in den letzten Jahren u. a. zwei neue Radarstationen aufgebaut.

## Internationale Zusammenarbeit

### BaltNet
BaltNet (Baltic Air Surveillance Network) ist das seit dem Jahr 2000 bestehende radargestützte militärische Luftraumüberwachungssystem der Streitkräfte von Estland, Lettland und Litauen. Es ist seit der NATO-Mitgliedschaft der baltischen Staaten in die Luftraumüberwachung (Air Policing) des nordatlantischen Bündnisses integriert.
Die Zentrale des BaltNet, das Regional Airspace Surveillance Co-ordination Centre (RASCC), befindet sich in Kaunas.

### Air Policing Baltikum
Seitdem Estland, Lettland und Litauen im Jahr 2004 der NATO beitraten, wird die Überwachung und Sicherung des Luftraums von anderen NATO-Mitgliedern im Rahmen des Air Policing Baltikum übernommen. Der Grund für das NATO Air Policing ist, dass die litauischen, lettischen und estnischen Streitkräfte zwar durch Zusammenarbeit im Baltic Air Surveillance Network (BALTNET) seit 2006 Luftraumüberwachung durchführen können, aufgrund des Fehlens fliegender Waffensysteme jedoch nicht in der Lage sind, Sichtidentifikation durchzuführen oder die Lufthoheit (zum Beispiel durch Abfangen oder Abdrängen) selbst durchzusetzen.

### Strategic Airlift Capability
Die Strategic Airlift Capability (SAC) ist eine Initiative mehrerer NATO-Mitgliedsstaaten und zwei Partnernationen, Schweden und Finnland, welche Absichtserklärungen zum gemeinsamen Kauf und Betrieb von drei C-17 Globemaster III unterzeichneten. Diese werden auf ähnliche Weise wie die AWACS-Flugzeuge der NATO operieren – mit multinationalen Besatzungen und einer multinationalen militärischen Führungsstruktur.
Estland nahm neben folgenden Staaten als einer der ersten Teilnehmer an dieser Initiative teil: Bulgarien, die Tschechische Republik, Dänemark, Italien, Lettland, Litauen, die Niederlande, Polen, Rumänien, die Slowakei, Slowenien und die Vereinigten Staaten. Später unterschrieben auch Ungarn, Finnland, Norwegen und Schweden die Absichtserklärung. Allerdings erklärte Dänemark im Jahr 2007 den Rückzug aus dem Programm.
Eine endgültige Zustimmung wurde am 20. Juni 2007 gegeben und das erste Flugzeug wurde am 14. Juli 2009 ausgeliefert. Die NATO hat außerdem dem Aufbau der NATO Airlift Management Organisation (NAMO) und der NATO Airlift Management Agency (NAMA) zugestimmt um die Flugzeuge erwerben und unterhalten zu können. Die C-17 Globemaster sind auf dem Luftwaffenstützpunkt Pápa in Ungarn stationiert.